# Med Reventberg
Inga Margaretha Ida Reventberg (født 7. juni 1948 i Nyköping, død 23. juni 2021 i Stockholm) var en svensk skuespillerinde og teaterdirektør. Hun er bedst kendt for sin rolle som Undis i spillefilmen Ronja Røverdatter fra 1984.  
Reventberg var i sin karriere tilknyttet Backa Teater og Folkteatern i Göteborg samt Riksteatern og Borås Stadsteater. Hun var derudover direktør for Västerbottensteatern i Skellefteå fra 2005 til 2013, hvor hun gik på pension.

## Udvalgt filmografi
- Ronja Røverdatter (1984)
- Kurt Olssons sommartelevision (tv-serie, 1989)
- Kurt Olsson - Filmen om mit liv som mig selv (1990)
- Happy End (1999)
- Cleo (tv-serie, 2002)